# Wieczór Wrocławia
Wieczór Wrocławia – wrocławski dziennik, wychodzący w latach 1967–2004 (początkowo i przez większość tego okresu popołudniówka) na terenie samego miasta Wrocławia.

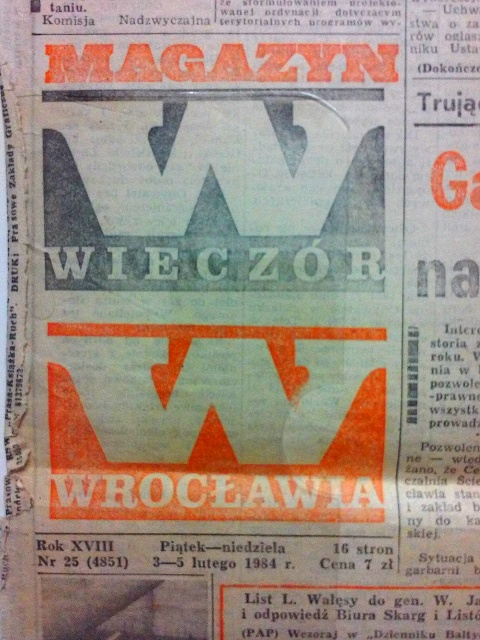
Winieta Wieczoru Wrocławia, 3–5 lutego 1984

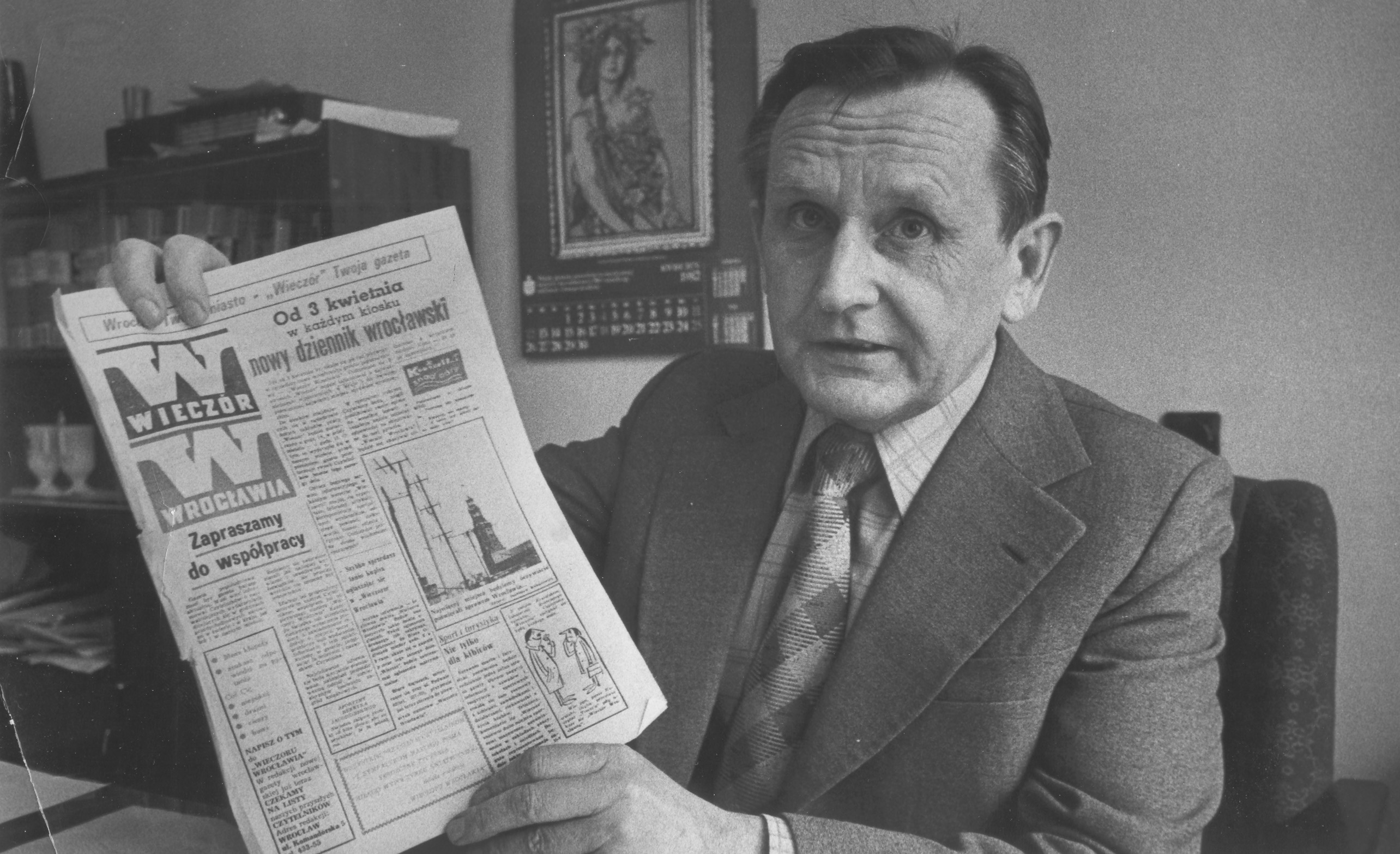
red. Zygmunt Antkowiak z sygnalnym numerem „Wieczoru Wrocławia”skan

Pierwszy ośmiostronnicowy numer tej gazety pojawił się w kioskach w poniedziałek 3 kwietnia 1967 po południu. Jej pierwszym redaktorem naczelnym był Ryszard Skała do 1981 roku. Siedziba redakcji mieściła się do 1976 roku przy ul. Komandorskiej nr 5, dopiero w późniejszych latach przeniesiona została pod adres Podwale nr 62. Dziennik wychodził najpierw sześć razy w tygodniu, od poniedziałku do soboty, od 1980 pięć – od poniedziałku do piątku. Drukowany był zawsze w formacie tabloid, najpierw w Prasowych Zakładach Graficznych w technice typograficznej (ołowiowej), później (od 1997) w offsetowej drukarni „Słowa Polskiego”.
Wkrótce po zmianach ustrojowych w Polsce po 1989 roku, kiedy 22 marca 1990 Sejm uchwalił likwidację RSW Prasa-Książka-Ruch, zespół redakcyjny „Wieczoru Wrocławia” zawiązał – podobnie jak większość gazet w Polsce – spółkę pracowniczą, która przejęła tytuł i samodzielnie wydawała gazetę. Spółka ta wkrótce (w 1991) rozpoczęła negocjacje z norweskim koncernem prasowym Orkla, który rok wcześniej wszedł na polski rynek prasowy, sprowadzając z Moss do Wrocławia pierwszą offsetową maszynę drukarską do druku gazet codziennych w kolorze (wszystkie ówczesne dzienniki w Polsce drukowane były tylko w jednym lub najwyżej dwóch kolorach). Pomimo że maszyna sprowadzona przez Orklę nie była wykorzystywana wówczas do produkcji „Wieczoru” (jedynie kilkanaście lat później okazjonalnie, przy okazji awarii innych maszyn, drukowano na niej kilka wydań „Wieczoru”), to koncern wykupił najpierw ponad dziewięćdziesiąt procent, a później wszystkie udziały pracownicze i przejął w ten sposób tytuł „Wieczór Wrocławia”. Druk gazety natomiast odbywał się jeszcze przez kilka lat w starej drukarni i starą technologią. Po uruchomieniu przez Orklę we Wrocławiu drugiej maszyny offsetowej sprowadzonej z Norwegii (z Drammen) dla nowej drukarni „Słowa Polskiego” przeniesiono tam w 1997 druk „Wieczoru”. Równocześnie z pojawieniem się nowych możliwości (druk wielobarwny, wyższa jakość) podjęto decyzję o odejściu od formuły popołudniówki: gazeta pod niezmienionym tytułem – „Wieczór Wrocławia” – zaczęła pojawiać się w kioskach rano.
Równocześnie dramatycznie spadał nakład sprzedawany gazety (w najlepszych dla dziennika latach wydania piątkowe liczyły ponad sto tysięcy, a pozostałe codzienne po około czterdzieści tysięcy egzemplarzy) – do poziomu w dni od poniedziałku do czwartku niewiele przekraczającego 10 tysięcy egzemplarzy, a średnio w każdym tygodniu – nieco ponad 15 tysięcy dziennie. Wkrótce „Wieczór” został włączony do „Słowa Polskiego” (funkcjonował przez pewien czas jako wkładka do gazety), a po podjęciu przez Orklę decyzji o sprzedaniu tytułów „Słowo Polskie” i „Wieczór Wrocławia” (umowa w tej sprawie została zawarta we wrześniu 2003; formalnie należące do Orkli Dolnośląskie Wydawnictwo Prasowe wydawało „Wieczór” do 13 października 2003) niemieckiemu koncernowi Neue Passauer Presse (działającym w Polsce jako Polskapresse) i powstaniu nowego tytułu „Słowo Polskie – Gazeta Wrocławska” była popołudniówka de facto przestała istnieć. Z rejestrów Związku Kontroli Dystrybucji Prasy tytuł „Wieczór Wrocławia” skreślony został (podobnie jak tytuł „Słowo Polskie”) 19 grudnia 2003.